# Явожно
Яво̀жно (на полски: Jaworzno; на чешки: Javořno; на руски: Явожно) е град в Южна Полша, Силезко войводство. Административно е обособен в самостоятелен градски окръг (повят) с площ 152,59 км2.

## География
Градът се намира в историческата област Малополша, в източната част на войводството. Част е от Горносилезката метрополия. Развити са въгледобивната, енергетична, химическа и стъкларска промишленост.

## Население
Според данни от полската Централна статистическа служба, към 1 януари 2014 г. населението на града възлиза на 93 708 души. Гъстотата е 614 души/км2.
Демография:
- 1882 – 5131 души
- 1939 – 24 000 души
- 1946 – 17 506 души
- 1955 – 31 123 души
- 1965 – 60 404 души
- 1975 – 74 506 души
- 1985 – 95 948 души
- 1990 – 99 547 души
- 2000 – 97 372 души
- 2009 – 95 124 души

## Фотогалерия
- Дворец в Явожно
- Спортна зала
- Железопътна гара
- Градската библиотека